# Dreiecksverteilung
Die Dreiecksverteilung (oder Simpsonverteilung, nach Thomas Simpson) ist eine stetige Wahrscheinlichkeitsverteilung, die in der Wahrscheinlichkeitstheorie und Statistik verwendet wird.

## Definition
Die Dreiecksverteilung ist definiert durch die auf dem Intervall {\displaystyle \left[a,b\right]} definierte Wahrscheinlichkeitsdichtefunktion
{\displaystyle f(x)={\begin{cases}{\frac {2(x-a)}{(b-a)(c-a)}},&{\text{wenn }}a\leq x<c\\{\frac {2}{b-a}},&{\text{wenn }}x=c\\{\frac {2(b-x)}{(b-a)(b-c)}},&{\text{wenn }}c<x\leq b.\end{cases}}}
Hierbei bestimmen die Parameter {\displaystyle a} (minimaler Wert), {\displaystyle b} (maximaler Wert) und {\displaystyle c} (wahrscheinlichster Wert) die Gestalt der Dreiecksverteilung ({\displaystyle a<b} und {\displaystyle a\leq c\leq b}). Der Graph der Dichtefunktion sieht wie ein Dreieck aus und gibt dieser Verteilung ihren Namen. Die {\displaystyle y}-Achse zeigt die Dichte der jeweiligen Wahrscheinlichkeit für einen Wert {\displaystyle x\in \left[a,b\right]}.

## Eigenschaften

### Verteilungsfunktion
Die Verteilungsfunktion ist
{\displaystyle F(x)={\begin{cases}{\frac {(x-a)^{2}}{(b-a)(c-a)}},&{\text{wenn }}a\leq x<c\\{\frac {c-a}{b-a}},&{\text{wenn }}x=c\\1-{\frac {(b-x)^{2}}{(b-a)(b-c)}},&{\text{wenn }}c<x\leq b.\end{cases}}}

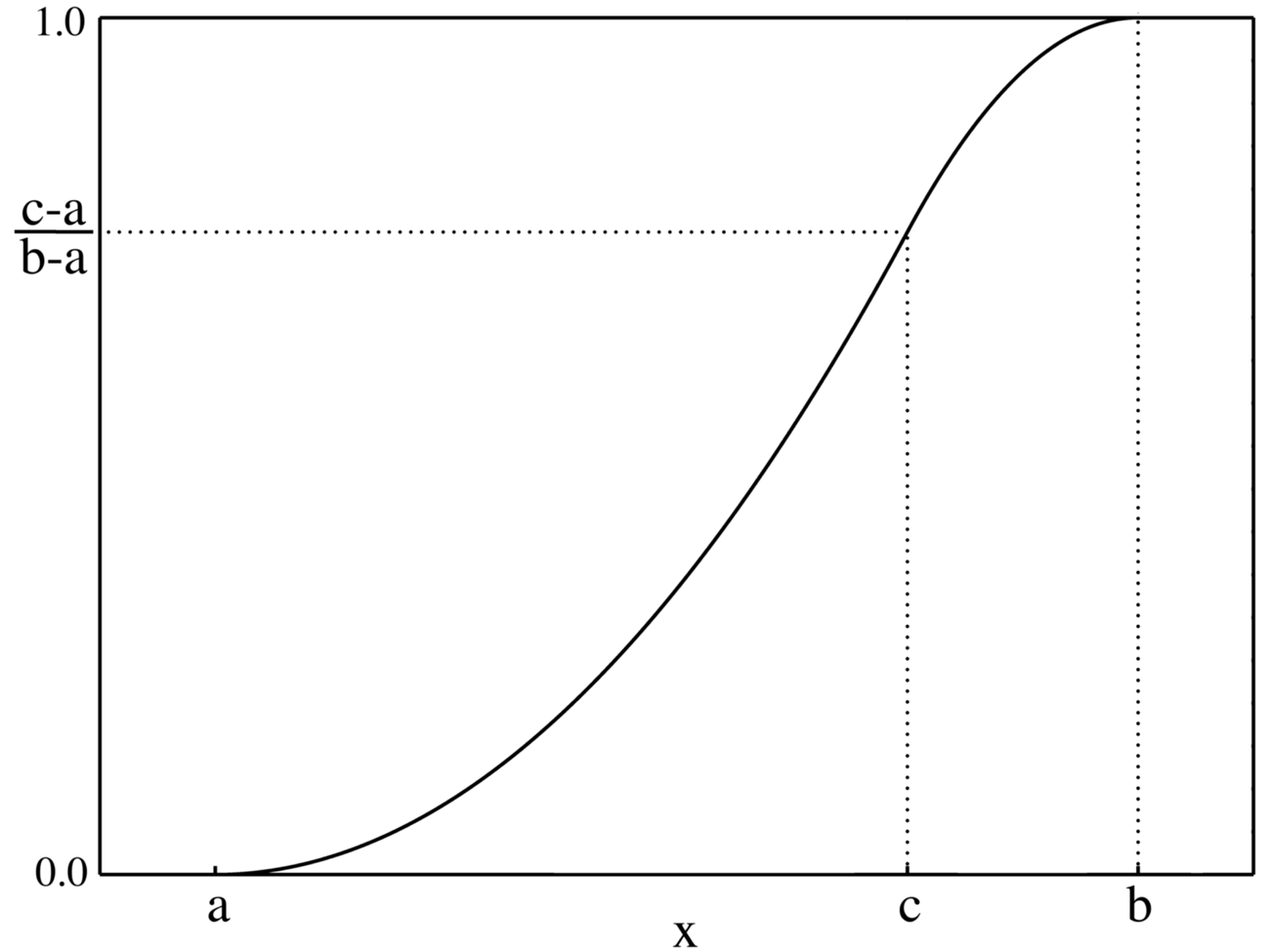
Die Verteilungsfunktion

Die Umkehrfunktion der Verteilungsfunktion lautet
{\displaystyle F^{-1}(y)={\begin{cases}a+{\sqrt {y(b-a)(c-a)}},&{\text{wenn }}0\leq y\leq {\frac {(c-a)}{(b-a)}}\\b-{\sqrt {(b-a)(b-c)}}{\sqrt {(1-y)}},&{\text{wenn }}{\frac {(c-a)}{(b-a)}}\leq y\leq 1\end{cases}}}

### Erwartungswert und Median
Der Erwartungswert einer dreiecksverteilten Zufallsvariable {\displaystyle X} ist
{\displaystyle \operatorname {E} (X)={\frac {a+b+c}{3}}.}
Für {\displaystyle b-c>c-a} ist der Median {\displaystyle m} gegeben durch
{\displaystyle m=b-{\sqrt {(b-a)(b-c)/2}}}. Für diesen Fall ist der Median kleiner als der Erwartungswert; d. h. die Verteilung ist rechtsschief im Sinne von Pearson.

### Varianz
Die Varianz einer dreiecksverteilten Zufallsvariable {\displaystyle X} ergibt sich zu
{\displaystyle \operatorname {Var} (X)={\frac {a^{2}+b^{2}+c^{2}-ab-ac-bc}{18}}={\frac {(a-b)^{2}+(b-c)^{2}+(a-c)^{2}}{36}}.}

## Beziehung zu anderen Verteilungen

### Summe gleichverteilter Zufallsgrößen
Die Summe zweier identischer unabhängiger und stetig gleichverteilter Zufallsvariablen ist dreiecksverteilt mit {\displaystyle b-c=c-a}, Standardabweichung {\displaystyle {\sqrt {6}}(b-a)/12\approx 0{,}204(b-a)}, mittlerer absoluter Abweichung {\displaystyle (b-a)/6\approx 0{,}167(b-a)} und Interquartilsabstand {\displaystyle (1-{\sqrt {2}}/2)(b-a)\approx 0{,}293(b-a)}.

### Betrag der Differenz gleichverteilter Zufallsgrößen
Der Betrag der Differenz zweier identischer unabhängiger und stetig gleichverteilter Zufallsvariablen {\displaystyle |X_{1}-X_{2}|} ist dreiecksverteilt mit {\displaystyle a=c=0}.

### Trapezverteilung
Die Dreiecksverteilung ist ein Spezialfall der Trapezverteilung.

### Diskrete Dreiecksverteilung
Die stetige Dreiecksverteilung kann als Grenzwert einer diskreten Dreiecksverteilung aufgefasst werden.